# Ali Asghar Borujerdi
Ali Asghar Borujerdi (auch  Asghar Qatel, Asghar der Mörder, persisch اصغر قاتل, DMG Aṣġar-i Qātil bzw. علی‌اصغر بروجردی / ʿAlī Aṣġar Burūǧirdī; * 1893; † 26. Juni 1934) war ein iranischer Serienmörder. Asghar vergewaltigte und ermordete 33 männliche Jugendliche und wurde dafür zum Tode verurteilt und hingerichtet.

## Biografie
Nachdem er als Kind mit seiner Familie in den Irak gezogen war, begann er im Alter von 14 Jahren, jüngeren Jungen nachzustellen und sie zu vergewaltigen. Da er sich von der Polizei unter Druck gesetzt fühlte, begann er schnell, die missliebigen Opfer zu ermorden, um sich ihrer zu entledigen. Er gab später an, nach diesem Muster 25 Jungen ermordet zu haben und dann in den Iran geflohen zu sein, da er beim letzten dieser Sexualmorde beobachtet worden war.
Im Iran mordete er in Teheran weiter, wo er noch acht Opfer fand. Die ersten enthaupteten Leichen seiner Opfer wurden am 31. Dezember 1933 gefunden. Asghar wurde festgenommen, jedoch zunächst aus Mangel an Beweisen freigelassen, bevor er Anfang März 1934 erneut in Gewahrsam genommen wurde. Er gestand dann seine Verbrechen und wurde angeklagt, zum Tode verurteilt und nach einem erfolglosen Revisionsverfahren am 26. Juni 1934 in Teheran gehängt.